# Heterodoxus ampullatus
Heterodoxus ampullatus är en insektsart som beskrevs av Kéler 1971. Heterodoxus ampullatus ingår i släktet Heterodoxus och familjen Boopiidae. Inga underarter finns listade i Catalogue of Life.